# NGC 2791
NGC 2791 је спирална галаксија у сазвежђу Рак која се налази на NGC листи објеката дубоког неба.
Деклинација објекта је + 17° 35' 34" а ректасцензија 9h 15m 1,9s. Привидна величина (магнитуда) објекта NGC 2791 износи 14,7 а фотографска магнитуда 15,5. NGC 2791 је још познат и под ознакама CGCG 91-33, NPM1G +17.0249, PGC 26088.